# Конёвич, Петар
Пе́тар Ко́нёвич (серб. Петар Коњовић; 5 мая 1883 — 1 октября 1970) — сербский композитор, дирижёр, музыковед. Один из основоположников сербской композиторской школы, член Чешской академии науки искусств (1938) и действительный член Сербской королевской академии наук (1946) .

## Биография
Родился в местечке Чуруг. Учился в гимназии в городе Нови-Сад. Был студентом педагогического факультета в Сомборе. В 1906 году окончил Пражскую консерваторию по классу композиции К. Штекера. В 1907 году он отправился в Белград по приглашению Стевана Мокраняца, чтобы преподавать в Университете искусств. В разные годы работал учителем музыки, режиссёром, дирижёром в Земуне, Осиеке, Сплите, Нови-Саде.  В 1920 году он гастролировал по Европе как пианист. С 1921 по 1926 и с 1933 по 1939 гг. руководил национальным театром в Загребе. С 1939 г. профессор музыкальной академии в Белграде, в 1948—1954 гг. возглавлял Институт музыкознания Сербской академии наук.
Автор опер «Женитьба Милоша» (1917), «Князь Зеты» (1929), «Коштана» (1931), «Крестьяне» (1952), «Отечество». Оперные произведения стали основой сербской национальной оперы. Особенной популярностью пользуется опера «Коштана» (по пьесе Борисава Станковича), в которой даны картины из прошлой жизни Сербии, используются национальные мотивы. Автор симфонической поэмы «Макар Чудра» (1944, по Максиму Горькому) и других произведений.
Как музыкальный критик выступал с позиций реализма. Его критические работы изданы в сборниках «Личности» (1920) и «Книга о музыке» (1947), монографиях «Милое Милоевич» (1954) и «Стеван Мокраняц» (1956).